# Tettau (Bajorország)
Tettau település Németországban, azon belül Bajorországban. Lakosainak száma 1965 fő (2023. december 31.). Tettau Ludwigsstadt, Steinbach am Wald és Pressig községekkel határos.

## Népesség
A település népessége az elmúlt években az alábbi módon változott:
| Lakosok száma | 736  | 2010 | 1780 | 2880 | 2248 | 2114 | 2071 | 2060 | 1984 | 1965 |
|               | 1875 | 1950 | 1975 | 1987 | 2012 | 2014 | 2016 | 2017 | 2021 | 2023 |